# 2K Czech
2K Czech (претходно познат као Illusion Softworks) била је компанија која се бавила развојем видео игара, са седуштем у Брну, Чешкој. Компанија се највише фокусирала на пуцачке игре у првом лицу и пуцачке игре у трећем лицу, али је такође веома позната и по Мафији - серији видео игара. Од њеног оснивања 1997. године, па све до продаје Kush Games (једног дела Take-Two Interactive) десет година касније, њени власници и главни менаџери су Petr Vochozka и Jan Kudera. Септембра 2008. године, компанија је променила назив у 2K Czech. Октобра 2010. године, бројала је 188 запослених.

## Историја
Примарна мисија Illusion Softworks-а је била да објављује видео игре намењене за PC и конзоле (PlayStation, Dreamcast, Xbox нпр.) Прва познатија видео игра ове компаније је Hidden & Dangerous, тактичка-пуцачка видео игра издата 1999. године, где играч контролише тим од четири припадника Британске специјалне ваздушне службе који извршавају велики број веома важних мисија (саботаже и/или спасавања) током Другог светског рата. Ова видео игра такође представља почетак сарадње са Take-Two Interactive - издавач распрострањен широм света. Њихова прва 3D видео игра која није била претерано позната је - Flying Heroes, која преставља фантазију акционих дуела у ваздуху. У овој игри, Illusion Softworks представља тотално нови 3D покретач познатији као Ptero-покретач (назван по Pterodon компанији, која је такође учествовала у развоју самог софтвера). Компаније је спремила сопствени LS3D покретач за видео игру Mafia: The City of Lost Heaven, која је издата 2002. године. Игра је наишла на велики позитивни талас коментара и критика, такође је и проглашена најбољом видео игром која се заснива на организовани криминал због оригинале приче као и револуционарним могућностима самог начина њеног играња. 2003. године, Illusion Softworks издао је две видео игре. Прва је била пуцачка видео игра у првом лицу под називом - Vietcong, чија прича је смештена за време самог  Вијетнамског рата. Ова игра је такође издата уз помоћ Pterodon, користећи његов побољшани Ptero-покретач II. Друга игра је била наставак њихове прве игре тактичке пуцачине: Hidden & Dangerous 2, такође направљене помоћу LS3D покретача. Званични наставак Vietcong назван Vietcong 2, издат је 2005. године (такође у сарадњи са Pterodon-ом).
Мање позната видео игра издата од стране Illusion Softworks-а је  Lurid Land (издата 30. марта 1998. године), платформска слагалица.
Silver Wish Games је део Illusion Softworks. Настао 2000. године
Августа 2010. године, издали су Mafia II, дуго очекивани наставак серијала Mafia видео игара. Исте те године, издали су 3 DLC мисије за ту игру. 2K Czech је издао њихову прву спортску видео игру, трећи наставак познате тениске франшизе: Top Spin 4. Радили су такође и на прављењу још једне пуцачке игре у првом лицу Enemy In Sight, али је тренутно обустављена до даљњег.
Првог септембра, 2011. године је саопштено да је 40 радника из студија у Брну и још 10 из студија у Прагу изгубило посао.
Компанија је пре била састављена од два различита студија - Брно и Праг. 10. јануара 2014. године 2K Games је најавио да ће студио 2K Czech у Прагу бити затворен и пребачен и Брно. Такође неколико радника из развојног тима је пребачено у седиште 2K компаније - Новато, Калифорнија.
Године 2015, са најавом за Mafia III, 2K Czech је такође преко њиховог веб-сајта најавила да ће они такође помоћи Hangar 13 да издају своју игру.

## Листа видео игара
| Година | Назив                                 | Платформа | Платформа | Платформа | Платформа | Платформа | Платформа | Платформа | Платформа |
| Година | Назив                                 | DC        | PS        | PS2       | PS3       | Wii       | Win       | Xbox      | X360      |
| --- | ------------------------------------- | --------- | --------- | --------- | --------- | --------- | --------- | --------- | --------- |
| 1999 | Hidden & Dangerous                    | Да        | Да        | Не        | Не        | Не        | Да        | Не        | Не        |
| 1999 | Hidden & Dangerous: Fight for Freedom | Не        | Не        | Не        | Не        | Не        | Да        | Не        | Не        |
| 2000 | Flying Heroes                         | Не        | Не        | Не        | Не        | Не        | Да        | Не        | Не        |
| 2002 | Mafia: The City of Lost Heaven        | Не        | Не        | Да        | Не        | Не        | Да        | Да        | Не        |
| 2003 | Vietcong[A]                           | Не        | Не        | Да        | Не        | Не        | Да        | Да        | Не        |
| 2003 | Hidden & Dangerous 2                  | Не        | Не        | Не        | Не        | Не        | Да        | Не        | Не        |
| 2004 | Vietcong: Fist Alpha[A]               | Не        | Не        | Да        | Не        | Не        | Да        | Да        | Не        |
| 2004 | Wings of War[B]                       | Не        | Не        | Не        | Не        | Не        | Да        | Да        | Не        |
| 2004 | Hidden & Dangerous 2: Sabre Squadron  | Не        | Не        | Не        | Не        | Не        | Да        | Не        | Не        |
| 2005 | Vietcong 2                            | Не        | Не        | Не        | Не        | Не        | Да        | Не        | Не        |
| 2005 | Chameleon[B]                          | Не        | Не        | Не        | Не        | Не        | Да        | Не        | Не        |
| 2007 | Circus Empire[B]                      | Не        | Не        | Не        | Не        | Не        | Да        | Не        | Не        |
| 2009 | Axel & Pixel[B]                       | Не        | Не        | Не        | Не        | Не        | Да        | Не        | Да        |
| 2010 | Mafia II                              | Не        | Не        | Не        | Да        | Не        | Да        | Не        | Да        |
| 2011 | Top Spin 4                            | Не        | Не        | Не        | Да        | Да        | Не        | Не        | Да        |
| 2016 | Mafia III                             | Не        | Не        | Не        | Да        | Не        | Да        | Да        | Да        |
| Notes A Vietcong и Vietcong: Fist Alpha издате су за PS2 и Xbox као Vietcong: Purple Haze. B 2K Czech је кредитован као "Silver Wish Games" за ове видео игре. |                                       |           |           |           |           |           |           |           |           |

### Отказане видео игре
- Enemy in Sight (PC)

- Carmageddon: Reincarnation
- GoldSrc
- Flare3D
- LithTech
- Unigine
- Cube 2: Sauerbraten